# Amerikaanse terreurlijst
De Amerikaanse terreurlijst, officieel de List of Foreign Terrorist Organizations (FTO), is een lijst met daarop terroristische organisaties die hun basis hebben buiten de Verenigde Staten. De lijst wordt samengesteld door een onderdeel van het ministerie van Buitenlandse Zaken van de Verenigde Staten (United States Department of State). Formeel is de lijst gebaseerd op sectie 219 van de Amerikaanse Immigratiewet (Immigration and Nationality Act/INA).

## Plaatsing op de FTO-lijst
Voordat een organisatie op de lijst wordt geplaatst, vindt er een onderzoek plaats door het Bureau van de Coördinator voor contraterrorisme (Office of the Coordinator for Counterterrorism/SCT), dit bureau is vergelijkbaar met de Nationaal Coördinator Terrorismebestrijding (NCTb) in Nederland. Het S/CT houdt zich alleen bezig met voor Amerika buitenlandse organisaties, de S/CT valt dan ook onder het Amerikaanse ministerie van Buitenlandse Zaken. De S/CT monitort activiteiten van (potentiële) terroristische organisaties, dit doet ze wereldwijd.
Zodra de SCT een terroristische organisatie heeft geïdentificeerd, stelt ze een gedetailleerd rapport op over de betreffende organisatie. Uit dit rapport moet blijken of de organisatie als een Foreign Terrorist Organization (FTO) bestempeld kan worden. De beslissing om een organisatie op de lijst te plaatsen wordt genomen door de Amerikaanse ministeries van Buitenlandse Zaken, Financiën (United States Department of the Treasury)
en Justitie (United States Department of Justice). Deze beslissing wordt vervolgens voorgelegd aan het Amerikaanse Congres, het Congres heeft zeven dagen om te plaatsing op de lijst te beoordelen. Na deze periode van zeven dagen wordt de plaatsing op de lijst bekendgemaakt, sancties die samenhangen met plaatsing op de lijst van FTO’s treden direct in werking. De betreffende organisatie heeft daarna dertig dagen de tijd om in beroep te gaan tegen plaatsing op de lijst. Beroep is alleen mogelijk bij het Hof van Beroep voor het circuit van het District of Columbia. Bij verlenging van de plaatsing op de lijst wordt dezelfde procedure gevolgd.

## Herziening
Sinds 2004 kan een organisatie twee jaar na plaatsing op de lijst een herzieningsverzoek indienen. De organisatie moet dan aan kunnen tonen dat er geen redenen meer zijn om haar op de lijst te houden. Als er geen herzieningsverzoek wordt gedaan, moet het ministerie van Buitenlandse Zaken uit eigen beweging elke vijf jaar onderzoeken of plaatsing op de lijst nog steeds terecht is. Het ministerie van Buitenlandse Zaken kan een organisatie op elk moment van de lijst schrappen als de omstandigheden die maakten dat de organisatie op de lijst werd geplaatst niet meer aanwezig zijn. Een organisatie kan ook van de lijst worden gehaald door een beslissing van het Congres of door een rechterlijk bevel.

## Criteria voor opname op de lijst
De criteria voor opname op de lijst van FTO’s zijn te vinden in de Amerikaanse Immigratiewet (INA) en de USA PATRIOT Act van 2001. Die criteria zijn:
- De organisatie moet haar basis hebben buiten de Verenigde Staten.
- De organisatie houdt zich bezig met terroristische activiteiten of heeft zowel de mogelijkheden als de intentie om dat te doen.
- De terroristische activiteiten vormen een bedreiging voor de veiligheid van de Verenigde Staten of van Amerikaanse staatsburgers. Het begrip veiligheid wordt in dit verband ruim uitgelegd, ook economische belangen vallen eronder.

## Sancties
Bij plaatsing op de lijst horen de volgende sancties:
- Alle tegoeden van de als FTO bestempelde organisatie worden bevroren. Amerikaanse financiële instellingen die tegoeden van zo’n organisaties beheren moeten beslag leggen op de tegoeden en ze melden bij het ministerie van Financiën
- Het is voor Amerikaanse burgers en organisaties onrechtmatig om een FTO te steunen op welke manier dan ook. Dit geldt voor elke vorm van steun of het nu financieel is of door het verlenen van diensten en/of bescherming. Alleen het verlenen van medische diensten is toegestaan.
- Buitenlandse vertegenwoordigers en leden van FTO’s mogen de Verenigde Staten niet in. Leden die Amerikaans staatsburger zijn kunnen onder bepaalde omstandigheden worden uitgezet.

## Lijst van FTO's
De volgende organisaties staan op de lijst van 'Designated Foreign Terrorist Organizations' (per 8 april 2019):
| Datum toegevoegd  | Organisatie                                                                 | Land van herkomst                                                 |
| ----------------- | --------------------------------------------------------------------------- | ----------------------------------------------------------------- |
| 8 oktober 1997    | Abu Sayyaf                                                                  | Filipijnen                                                        |
| 8 oktober 1997    | Aum Shinrikyo (AUM)                                                         | Japan                                                             |
| 8 oktober 1997    | Euskadi Ta Askatasuna (ETA)                                                 | Baskenland (Zuid-Frankrijk en Spanje)                             |
| 8 oktober 1997    | Gama'a al-Islamiyya (GAI) (De Islamitische Groep)                           | Egypte                                                            |
| 8 oktober 1997    | Hamas inclusief Hamas-Izz al-Din al-Qassem                                  | Gazastrook                                                        |
| 8 oktober 1997    | Harakat-ul-Mujahideen (HUM)                                                 | Pakistan                                                          |
| 8 oktober 1997    | Hezbollah (Partij van Allah)                                                | Libanon                                                           |
| 8 oktober 1997    | Kach, ook wel Kahane Chai                                                   | Israël                                                            |
| 8 oktober 1997    | Koerdische Arbeiderspartij (PKK) ook wel Kongra-Gel                         | Oost-Turkije, Noord-Irak, Iran en Syrië                           |
| 8 oktober 1997    | Tamiltijgers, ook wel Bevrijdingstijgers van Tamil Eelam                    | Sri Lanka                                                         |
| 8 oktober 1997    | Nationaal Bevrijdingsleger (Colombia) (Ejército de Liberación Nacional)     | Colombia                                                          |
| 8 oktober 1997    | Palestijns Bevrijdingsfront (PLF)                                           | Palestijnse gebieden en Syrië                                     |
| 8 oktober 1997    | Palestijnse Islamitische Jihad (PIJ)                                        | Palestijnse gebieden en Syrië                                     |
| 8 oktober 1997    | Volksfront voor de Bevrijding van Palestina (PFLP)                          | Palestijnse gebieden                                              |
| 8 oktober 1997    | Volksfront voor de Bevrijding van Palestina - Algemeen Commando (PFLP-GC)   | Palestijnse gebieden en Syrië                                     |
| 8 oktober 1997    | Revolutionaire Strijdkrachten van Colombia (FARC)                           | Colombia                                                          |
| 8 oktober 1997    | Revolutionair Volksbevrijdingsleger (DHKP/C)                                | Turkije                                                           |
| 8 oktober 1997    | Lichtend Pad                                                                | Peru                                                              |
| 8 oktober 1999    | Al Qaida (wereldwijd)                                                       | t/m 2001: Afghanistan, sindsdien onbekend waarschijnlijk Pakistan |
| 25 september 2000 | Islamitische Beweging van Oezbekistan (IMU)                                 | Oezbekistan                                                       |
| 16 mei 2001       | Real Irish Republican Army (RIRA)                                           | Noord-Ierland                                                     |
| 26 december 2001  | Jaish-e-Mohammed (Leger van Mohammed)                                       | Pakistan en Jammu en Kasjmir (gebied) in India                    |
| 26 december 2001  | Lashkar-e-Taiba (Leger der rechtvaardigen)                                  | Jammu en Kasjmir (gebied) in India                                |
| 27 maart 2002     | Al-Aqsa Martelarenbrigade                                                   | Westelijke Jordaanoever                                           |
| 27 maart 2002     | Asbat al-Ansar                                                              | Libanon                                                           |
| 27 maart 2002     | Al Qaida in de Islamitische Maghreb                                         | Algerije, Mali, Niger                                             |
| 9 augustus 2002   | Communist Party of the Philippines inclusief de New People's Army (CPP/NPA) | Filipijnen                                                        |
| 23 oktober 2002   | Jemaah Islamiyah                                                            | Zuidoost-Azië                                                     |
| 30 januari 2003   | Lashkar-e-Jhangvi (Leger van de stad Jhang)                                 | Pakistan                                                          |
| 22 maart 2004     | Ansar al-Islam (Partisanen van de Islam)                                    | Koerdische verzetsbeweging werkend vanuit Irak                    |
| 13 juli 2004      | Voortgezet Iers Bevrijdingsleger(CIRA)                                      | Noord-Ierland                                                     |
| 17 december 2004  | Islamitische Staat (in Irak en de Levant) (voorheen Al Qaida in Irak)       | Syrië en Irak                                                     |
| 17 juni 2005      | Islamitische Jihadistische Unie                                             | Oezbekistan                                                       |
| 5 maart 2008      | Harakat ul-Jihad-i-Islami/Bangladesh (HUJI-B)                               | Bangladesh                                                        |
| 18 maart 2008     | Al-Shabaab (Somalië)                                                        | Somalië                                                           |
| 18 mei 2009       | Revolutionaire Strijd                                                       | Griekenland                                                       |
| 2 juli 2009       | Kata'ib Hezbollah                                                           | Irak                                                              |
| 19 januari 2010   | Al Qaida op het Arabisch Schiereiland                                       | Jemen                                                             |
| 6 augustus 2010   | Harkat-ul-Jihad al-Islami                                                   | Bangladesh                                                        |
| 1 september 2010  | Tehrik-i-Taliban Pakistan                                                   | Pakistan                                                          |
| 4 november 2010   | Jundallah                                                                   | Iran                                                              |
| 23 mei 2011       | Leger van Islam                                                             | Gazastrook                                                        |
| 19 september 2011 | Indiase Mujahideen                                                          | India                                                             |
| 13 maart 2012     | Jamaah Ansharut Tauhid                                                      | Indonesië                                                         |
| 30 mei 2012       | Abdullah Azzambrigade                                                       | Irak                                                              |
| 19 september 2012 | Haqqani-netwerk                                                             | Afghanistan en Pakistan                                           |
| 22 maart 2013     | Ansar Dine                                                                  | Mali                                                              |
| 14 november 2013  | Boko Haram                                                                  | Nigeria                                                           |
| 14 november 2013  | Ansaru                                                                      | Nigeria                                                           |
| 19 december 2013  | al-Mulathamun-brigade                                                       | Algerije                                                          |
| 13 januari 2014   | Ansar al-Sharia in Benghazi                                                 | Libië                                                             |
| 13 januari 2014   | Ansar al-Sharia in Derna                                                    | Libië                                                             |
| 13 januari 2014   | Ansar al-Sharia in Tunesië                                                  | Tunesië                                                           |
| 10 april 2014     | ISIS in de Sinaï                                                            | Sinaï                                                             |
| 15 mei 2014       | Jabhat al-Nusra                                                             | Syrië                                                             |
| 20 augustus 2014  | Majlis Shura Al-Mujahideen                                                  | Egypte                                                            |
| 30 september 2015 | Jaysh Rijal al-Tariq al Naqshabandi                                         | Irak                                                              |
| 14 januari 2016   | ISIS in de provincie Khorasan                                               | Khorasan                                                          |
| 20 mei 2016       | ISIS in Libië                                                               | Libië                                                             |
| 1 juli 2016       | Al Qaida op het Indisch Schiereiland                                        | Bangladesh en Pakistan                                            |
| 17 augustus 2017  | Hizbul Mujahideen                                                           | Kasjmir                                                           |
| 28 februari 2018  | ISIS in Bangladesh                                                          | Bangladesh                                                        |
| 28 februari 2018  | ISIS in de Filipijnen                                                       | Filipijnen                                                        |
| 28 februari 2018  | ISIS in West-Afrika                                                         | West-Afrika                                                       |
| 23 mei 2018       | ISIS in de Grotere Sahara                                                   |                                                                   |
| 11 juli 2018      | al-Ashtar-brigade                                                           | Bahrein                                                           |
| 6 september 2018  | Jama'at Nasr al-Islam wal Muslimin                                          | Maghreb                                                           |
| 8 april 2019      | Iraanse Revolutionaire Garde                                                | Iran                                                              |